# Bartholomaios von Edessa
Bartholomaios von Edessa, aus dem Griechischen latinisiert: Bartholomäus von Edessa, war ein christlicher Mönch aus Syrien, der sich selbst mehrfach den „Mönch von Edessa“ nennt und vermutlich im 13. Jahrhundert lebte.
Bartholomaios ist bekannt für eine Schrift, die in der neueren Editionsgeschichte den Titel Confutatio Agareni erhielt. Darin widerlegt Bartholomaios die Einwände des Muslims Agarenos gegen die christlichen Dogmen von der Trinität, der Fleischwerdung und der Sündenvergebung.